# Natsushio (tàu khu trục Nhật)
Natsushio (tiếng Nhật: 夏潮) là một tàu khu trục hạng nhất của Hải quân Đế quốc Nhật Bản thuộc lớp Kagerō đã phục vụ tại Mặt trận Thái Bình Dương trong Chiến tranh Thế giới thứ hai. Nó là tàu khu trục đầu tiên của Hải quân Nhật Bản trở thành nạn nhân của tàu ngầm Mỹ trong cuộc chiến tranh này.
Vào ngày 9 tháng 2 năm 1942, Natsushio trúng phải ngư lôi phóng từ tàu ngầm Mỹ S-37. Nó chìm ở cách 40 km (22 dặm) về phía Nam Makassar, Celebes, ở tọa độ 05°10′N 119°24′Đ / 5,167°N 119,4°Đ.
Natsushio được rút khỏi danh sách Đăng bạ Hải quân vào ngày 28 tháng 2 năm 1942.